# Wengshan (sockenhuvudort i Kina, Zhejiang Sheng, lat 27,57, long 119,97)
Wengshan (kinesiska: 外垟, 翁山乡) är en sockenhuvudort i Kina. Den ligger i provinsen Zhejiang, i den östra delen av landet, omkring 300 kilometer söder om provinshuvudstaden Hangzhou. Antalet invånare är 2 675. Befolkningen består av 1 176 kvinnor och 1 499 män. Barn under 15 år utgör 19,0 %, vuxna 15-64 år 58 %, och äldre över 65 år 22,0 %.
Runt Wengshan är det ganska tätbefolkat, med 134 invånare per kvadratkilometer. Närmaste större samhälle är Xiaocun, 6,4 km väster om Wengshan. I omgivningarna runt Wengshan växer i huvudsak blandskog.
Genomsnittlig årsnederbörd är 2 093 millimeter. Den regnigaste månaden är juni, med i genomsnitt 303 mm nederbörd, och den torraste är januari, med 64 mm nederbörd.